# Alejandro Gándara
José Alejandro Gándara Sancho (Santander, Cantabria, 1957) es un escritor y profesor español.

## Biografía
Es profesor de Historia de las Ideas en la Facultad de Sociología de la Universidad Complutense de Madrid. Premio Extraordinario Fin de Carrera de esa misma universidad. Investigador del British Museum de Londres. Fue responsable del Suplemento de Libros del diario El País entre 1986 y 1989. Fundó la Escuela de Letras en 1989. Dirigió la revista de cultura La Modificación. En la actualidad es director académico de la Escuela Contemporánea de Humanidades. Practicó el atletismo en su juventud, experiencia que refleja en su novela La media distancia. Ha sido articulista de los diarios El País, El Mundo y ABC. Publicó un blog literario en la edición digital de El Mundo, llamado «El Escorpión». Tradujo Victoria de Joseph Conrad en 2004.

## Obra
Narrativa
- La media distancia (Alfaguara, 1984)
- Marte a los mortales (El Crotalón, 1985)
- Punto de fuga (Alfaguara, 1986)
- La sombra del arquero (Debate, 1990)
- El final del cielo (Siruela, 1990)
- Ciegas esperanzas (Destino, 1992)
- Falso movimiento (SM, 1992)
- Nunca seré como te quiero (SM, 1995)
- Cristales (Anagrama, 1997)
- Últimas noticias de nuestro mundo (Anagrama, 2001)[1]
- Un amor pequeño (Anagrama, 2004)
- El día de hoy (Alfaguara, 2008)
- Las puertas de la noche (Alfaguara, 2013)
- La vida de H (Salto de Página, 2018)
- Primer amor (Alfaguara, 2023)

Ensayo
- No nos entendemos (Júcar, 1989)
- Sucesos civiles (Debate, 1989)
- Las primeras palabras de la creación (Anagrama, 1998)
- Dioses contra microbios: los griegos y la COVID-19 (Ariel, 2020)

## Premios
- 1979: Premio Ignacio Aldecoa de Cuentos.
- 1983: Premio Prensa Canaria de novela por La media distancia.
- 1992: Premio Nadal de novela con Ciegas esperanzas.
- 1998: Premio Anagrama de ensayo con Las primeras palabras de la creación.
- 2001: Premio Herralde de novela con Últimas noticias de nuestro mundo.